# Timothy Plowman
Timothy Charles Plowman (17 novembre 1944 – 7 gennaio 1989) è stato un botanico statunitense noto principalmente per il suo intenso lavoro, nel corso di 15 anni, sul genere Erythroxylum in generale, e gli coltivati coca specie in particolare.
Ha raccolto più di 700 esemplari dal Sud America, ospitati nella collezione del Field Museum of Natural History.

## Biografia
Plowman entrò a far parte del Field Museum of Natural History nel 1978, dove divenne titolare nel 1983 e fu nominato curatore nel 1988. Nel corso della sua breve carriera ha pubblicato più di 80 articoli scientifici (46 su Erythroxylum) ed ha collaborato a diverse riviste scientifiche.
È uno dei soggetti principali di One River: Explorations and Discoveries in the Amazon Rain Forest di Wade Davis. Entrambi erano studenti di Richard Evans Schultes, il padre della moderna etnobotanica.
Plowman è morto di AIDS, contratto da vaccinazioni prima del viaggio. La specie di belladonna Brunfelsia plowmaniana prende il nome da lui, è strettamente imparentata con la Brunfelsia, ma si differenzia da essa soprattutto per i grandi e brillanti fiori rosso-arancio (che ricordano quelli della più nota Ipomoea coccinea ornamentale) che le hanno valso il meritato posto nell'orticoltura statunitense.